# Cincinnati Bengals 1970
La stagione 1970 dei Cincinnati Bengals è stata la prima della franchigia nella National Football League, la terza complessiva. La fusione AFL-NFL avvenne prima dell'inizio della stagione e i Bengals furono inseriti nella stessa division di due squadre della vecchia guardia della NFL come Cleveland Browns e Pittsburgh Steelers, non attendendosi dunque di essere una contendente per i playoff. Tuttavia la prima stagione nella NFL fu memorabile. Dopo avere vinto la prima partita, Cincinnati ne perse sei consecutive. Dal quel momento però vinse tutte le gare rimanenti conquistando il titolo della nuova AFC Central division e qualificandosi per i suoi primi playoff. Lì fu sconfitta nel primo turno dai Baltimore Colts futuri vincitori del Super Bowl. Il quarterback Greg Cook fu inserito in lista infortunati durante il training camp per un infortunio alla spalla che finì per porre fine alla sua carriera; Virgil Carter prese il suo posto come titolare. I Bengals stabilirono un record qualificandosi ai playoff solamente alla terza stagione di esistenza. La squadra è una delle sole quattro dalla fusione del 1970 ad avere iniziato con un record di 1-5 o peggiore ed essersi qualificata per i playoff. Le altre sono i Kansas City Chiefs del 2015, gli Indianapolis Colts del 2018 e il Washington Football Team del 2020.

## Roster
| Roster dei Cincinnati Bengals nel 1970 |
| --- |
| Quarterback - 11 Virgil Carter - 14 Sam Wyche Running Back - 44 Doug Dressler - 21 Paul Dunn - 19 Essex Johnson - 40 Ron Lamb - 30 Jess Phillips - 18 Paul Robinson Wide Receiver - 10 Eric Crabtree - 25 Chip Myers - 17 Speedy Thomas Tight End - 88 Bruce Coslet - 87 Mike Kelly - 84 Bob Trumpy Offensive Linemen - 63 Guy Dennis G - 72 Howard Fest T - 54 Bob Johnson C - 73 Pat Matson G - 71 Rufus Mayes G - 67 Mike Wilson T - 75 Ernie Wright T Defensive Linemen - 89 Marty Amsler - 85 Martin Baccaglio DE - 82 Royce Berry DE - 70 Ron Carpenter DE - 79 Steve Chomyszak DT - 76 Frank Cornish Jr. - 78 Willie Jones DT - 74 Mike Reid DT - 81 Nick Roman Linebacker - 51 Ken Avery OLB - 58 Al Beauchamp OLB - 66 Bill Bergey MLB - 59 Larry Ely - 65 Wayne McClure - 53 Bill Peterson OLB Defensive Back - 23 Al Coleman - 29 Sandy Durko - 27 Ken Dyer S - 33 Kenny Graham - 28 John Guillory - 20 Lemar Parrish CB - 13 Ken Riley CB - 31 Fletcher Smith S Special Team - 15 Dave Lewis P - 16 Horst Muhlmann K Lista delle riserve - 12 Greg Cook QB (IR) Squadra di allenamento - 80 Ken Johnson DE/DT |
| Legenda - I rookie sono in corsivo. - Il primo ruolo è il principale mentre gli eventuali successivi indicano i ruoli secondari. - (IR) sta per Injured Reserve ed indica la lista ristretta per un solo giocatore infortunato che può tornare ad allenarsi dopo la settimana 6 e a rientrare in prima squadra dopo che questa ha giocato 8 partite. - (NF-Inj.) / (NF-Ill.) stanno rispettivamente per Non-Football Injured e Non-Football Illness ed indicano le liste dove viene inserito un giocatore che ha un infortunio o una malattia non dipendente dal football americano. - (PUP) sta per Physically Unable to Perform ed indica la lista dove viene inserito un giocatore mentre è in attesa di recuperare la condizione fisica. Nella stagione regolare dopo la sesta partita giocata dalla propria squadra, il giocatore ha tempo tre settimane per riprendere ad allenarsi, più tre settimane aggiuntive dal suo rientro agli allenamenti per rientrare in prima squadra. |

## Calendario
| Stagione regolare |              |                        |           |        |                                    |         |
| Turno             | Data         | Avversario             | Risultato | Record | Stadio                             | Sintesi |
| 1                 | 20 settembre | Oakland Raiders        | V 31–21   | 1–0    | Riverfront Stadium                 | Recap   |
| 2                 | 27 settembre | at Detroit Lions       | S 3–38    | 1–1    | Tiger Stadium                      | Recap   |
| 3                 | 4 ottobre    | Houston Oilers         | S 13–20   | 1–2    | Riverfront Stadium                 | Recap   |
| 4                 | 11 ottobre   | at Cleveland Browns    | S 27–30   | 1–3    | Cleveland Stadium                  | Recap   |
| 5                 | 18 ottobre   | Kansas City Chiefs     | S 19–27   | 1–4    | Riverfront Stadium                 | Recap   |
| 6                 | 25 ottobre   | at Washington Redskins | S 0–20    | 1–5    | Robert F. Kennedy Memorial Stadium | Recap   |
| 7                 | 2 novembre   | at Pittsburgh Steelers | S 10–21   | 1–6    | Three Rivers Stadium               | Recap   |
| 8                 | 8 novembre   | at Buffalo Bills       | V 43–14   | 2–6    | War Memorial Stadium               | Recap   |
| 9                 | 15 novembre  | Cleveland Browns       | V 14–10   | 3–6    | Riverfront Stadium                 | Recap   |
| 10                | 22 novembre  | Pittsburgh Steelers    | V 34–7    | 4–6    | Riverfront Stadium                 | Recap   |
| 11                | 29 novembre  | New Orleans Saints     | V 26–6    | 5–6    | Riverfront Stadium                 | Recap   |
| 12                | 6 dicembre   | at San Diego Chargers  | V 17–14   | 6–6    | San Diego Stadium                  | Recap   |
| 13                | 13 dicembre  | at Houston Oilers      | V 30–20   | 7–6    | Astrodome                          | Recap   |
| 14                | 20 dicembre  | Boston Patriots        | V 45–7    | 8–6    | Riverfront Stadium                 | Recap   |

Note
- Gli avversari della propria division sono in grassetto.

## Classifiche
| AFC Central Division |   |    |   |      |     |       |     |     |     |
|                      | V | S  | P | %    | DIV | CONF  | PF  | PS  | STR |
| Cincinnati Bengals   | 8 | 6  | 0 | .571 | 3–3 | 7–4   | 312 | 255 | V7  |
| Cleveland Browns     | 7 | 7  | 0 | .500 | 4–2 | 7–4   | 286 | 265 | V1  |
| Pittsburgh Steelers  | 5 | 9  | 0 | .357 | 3–3 | 5–6   | 210 | 272 | S3  |
| Houston Oilers       | 3 | 10 | 1 | .231 | 2–4 | 3–7–1 | 217 | 352 | S3  |

Nota: I pareggi non venivano conteggiati ai fini della classifica fino al 1972.